# Estadio Municipal de San Francisco de Mostazal
El Estadio Municipal de San Francisco de Mostazal, o Estadio Municipal Ernesto Meza Invernizzi  es un recinto deportivo ubicado en la ciudad de San Francisco de Mostazal, Región de O'Higgins, Chile. 
Es propiedad municipal y cuenta con capacidad para 3000 espectadores.
Es la sede de la selección de fútbol de San Francisco de Mostazal, y escuelas de futbol, y durante la Primera B de Chile 2021,  
Barnechea ocupó las dependencias del recinto deportivo.